# Dán labdarúgókupa
A dán labdarúgókupa (dánul Landspokalturneringen) Dánia első számú kupasorozata. A kupát 1955 óta rendezik meg. A legsikeresebb csapat az Aarhus GF, amely eddig kilenc alkalommal szerezte meg a serleget.

## Az eddigi győztesek
| - 2022: FC Midtjylland - 2021: Randers FC - 2020: SønderjyskE - 2019: FC Midtjylland - 2018: Brøndby IF - 2017: FC København - 2016: FC København - 2015: FC København - 2014: AaB - 2013: Esbjerg fB - 2012: FC København - 2011: Nordsjælland - 2010: Nordsjælland - 2009: FC København - 2008: Brøndby IF - 2007: Odense BK - 2006: Randers FC - 2005: Brøndby IF - 2004: FC København - 2003: Brøndby IF - 2002: Odense BK - 2001: Silkeborg IF | - 2000: Viborg FF - 1999: AB - 1998: Brøndby IF - 1997: FC København - 1996: AGF - 1995: FC København - 1994: Brøndby IF - 1993: OB - 1992: AGF - 1991: OB - 1990: Lyngby - 1989: Brøndby IF - 1988: AGF - 1987: AGF - 1986: B 1903 - 1985: Lyngby - 1984: Lyngby - 1983: OB - 1982: B 93 - 1981: Vejle - 1980: Hvidovre IF - 1979: B 1903 - 1978: BK Frem | - 1977: Vejle - 1976: Esbjerg fB - 1975: Vejle - 1974: Vanløse IF - 1973: Randers Freja - 1972: Vejle - 1971: B 1909 - 1970: AaB - 1969: KB - 1968: Randers Freja - 1967: Randers Freja - 1966: AaB - 1965: AGF - 1964: Esbjerg fB - 1963: B 1913 - 1962: B 1909 - 1961: AGF - 1960: AGF - 1959: Vejle - 1958: Vejle - 1957: AGF - 1956: BK Frem - 1955: AGF |

## A legsikeresebb csapatok
| Győzelmek | Csapat                                                                              |
| --------- | ----------------------------------------------------------------------------------- |
| 9         | Aarhus GF                                                                           |
| 8         | FC København                                                                        |
| 7         | Brøndby IF                                                                          |
| 6         | Vejle BK                                                                            |
| 5         | Odense BK,                                                                          |
| 3         | Lyngby BK, Esbjerg fB, Randers Freja/FC, AaB                                        |
| 2         | B 1903, B 1909, BK Frem, Nordsjælland, Randers, FC Midtjylland                      |
| 1         | B 1913, B 93, Hvidovre IF, KB, Silkeborg IF, Vanløse IF, Viborg FF, AB, SønderjyskE |

## Külső hivatkozások
- A győztesek hivatalos listája Archiválva 2009. május 2-i dátummal a Wayback Machine-ben